# Tipula armatipennis armatipennis
Tipula armatipennis armatipennis is de typische ondersoort van de tweevleugelige Tipula armatipennis uit de familie langpootmuggen (Tipulidae). Deze ondersoort komt voor in het Neotropisch gebied.